# Anton de Haen
Anton de Haen (1704-1776) était un médecin autrichien du XVIIIe siècle, qui fut le chef de la médecine clinique de l'Université de Vienne.

## Biographie
Né à La Haye, Anton de Haen vient en 1754 à l'Université de Vienne où il est élève de Herman Boerhaave. Appelé par Gottfried van Swieten, il devient chef de la médecine clinique, faisant étudier les étudiants au contact quotidien des patients. Il devient aussi un avocat des investigations post-mortem.
Dans les années 1770, il débat par correspondance avec le célèbre médecin suisse Louis Odier, qui prépare les bases de la contribution suisse aux tables de la mortalité.
De Haen est aussi connu pour avoir été le médecin de l'impératrice Marie-Thérèse.

## Œuvres
- Ratio medendi in nosocomio practico, 15 vol., Vienne, 1758-1773 et volumes complémentaires, 1771-1775
- Prælectiones in H. Boerhaavii institutiones, 5 vol., Vienne, 1780-1782